# Tari Tari
Tari Tari (タリタリ Tari Tari?) es una serie de anime japonesa producida por P.A. Works y dirigida por Masakazu Hashimoto. La serie se emitió en Japón desde 1 de julio al 23 se septiembre de 2012 por TV Kanagawa. También fue emitida simultáneamente vía streaming por Crunchyroll. La serie fue licenciada en Estados Unidos y Canadá por Sentai Filmworks. Una adaptación a manga ilustrada por Tomiyaki Kagisora fue publicada en la revista Gangan Joker de Square Enix en el 2012. Tari es una onomatopeya usada para dar una respuesta vaga e imprecisa, similar al etcétera del castellano

## Argumento
La historia gira alrededor de cinco estudiantes japoneses de preparatoria, quienes son muy jóvenes para ser llamados adultos, pero ya no piensan en sí mismos como niños. Wakana Sakai alguna vez estudió música, lo que dejó tras la muerte de su madre. Konatsu Miyamoto es una chica positiva que adora cantar y pasa tiempo después de clases en el Grupo Vocal de su escuela, al que posteriormente renunciaría para formar el Club Coral. Sawa Okita es una enérgica miembro del Club de Arquería, y sueña con convertirse en una jinete de caballos. Taichi Tanaka es el único miembro del Club de Bádminton, al que siempre llega tarde, vive con su hermana mayor, quien estudia en la universidad. Atsuhiro Maeda (llamado "Wiin") recién fue transferido al grupo de los anteriores tras haber vivido 12 años en Austria. La música hace que Wakana, Konatsu, Sawa y los otros formen un grupo durante su último verano de la preparatoria. La historia acontece en Fujisawa y Kamakura, ambos en Kanagawa.

## Personajes

### Club de Coro y algo de Bádminton
Los 5 protagonistas de la serie.
Wakana Sakai (坂井 和奏 Sakai Wakana?)
 Seiyū: Ayahi Takagaki, María José Guerrero (español latino)
Wakana vive con su padre y su gato, Dora (ドラ?). A pesar del hecho de que aparentemente es buena cantando, se rehúsa a hacerlo, al grado de rechazar la invitación de Konatsu para unirse al Club Coral. Cursaba sus estudios en el Programa Musical de la Preparatoria Shirahamazaka, pero se transfiere al Programa General por la afectación que le provocó la muerte de su madre, quien falleció cuando cursaba el tercer y último año de la secundaria. Su madre le escondió el hecho de que se encontraba enferma para que Wakana se concentrara en sus exámenes de ingreso al bachillerato, pero Wakana comienza a vivir arrepentida por no haber podido despedirse apropiadamente de ella. Por su actitud, no es capaz de no hacer un favor a quien se lo pide, por lo que se une al Club Coral como "miembro de nombre" para obtener los 5 integrantes mínimos, posteriormente es designada para tocar el piano, pero cuando su padre le muestra la partitura de una canción que su madre había comenzado a componer para ella, finalmente decide seguir adelante con su vida y se une formalmente al Club Coral, mientras sigue dedicándose a terminar la canción de su madre. Tomaba clases extra con Wiin. Decidió asistir a una universidad de estudios musicales para seguir los pasos de su madre. Algunas veces se le ve usando lentes.
Konatsu Miyamoto (宮本 来夏 Miyamoto Konatsu?)
 Seiyū: Asami Seto, Nycolle González (español latino)
Konatsu es una chica bajita y fervorosa que ama cantar y bailar. Anteriormente era parte del Grupo Vocal, pero renunció tras tener varias diferencias con la subdirectora, la asesora de dicho grupo, surgidas a partir de que le prohíben cantar a raíz de un incidente ocurrido un año antes, donde ella sufrió de un ataque de pánico escénico durante el Recital Mixto. Después de este incidente, Konatsu empezó a practicar cantando a las afueras de una estación del tren. Decide formar su propio club para poder cantar, pero, al quedarse corta de miembros, se alía con el Club de Bádminton de Taichi para formar el "Club Coral y, a veces, de Bádminton", del que es presidenta. Suele pedirle favores a Wakana a cambio de pagárselos con pasteles (se desconoce si pagó todos). Por influencia de su difunto abuelo, es gran fanática de la banda "Condor Queen's". Tras graduarse, ingresa a la universidad y se une a un club aparentemente relacionado con los eventos ocurridos en los últimos meses. Tiene complejo napoleónico, lo que es demostrado cuando ella repela cada que Sawa hace algún comentario respecto a su estatura o cuando Taichi le llama "enana", cosas que detesta.
Sawa Okita (沖田 紗羽 Okita Sawa?)
 Seiyū: Saori Hayami, Leslie Gil (español latino)
Sawa es la mejor amiga de Konatsu. Además de tener como pasión el montar al caballo de su padre, Sable (サブレ Sabure?), Sawa también es miembro del Club de Arquería, y es la primera persona en ser invitada por Konatsu para formar parte del Club Coral de esta. Ella desea ser una jinete profesional, lo que seguido la lleva a discutir con su padre, quien piensa que sólo se la pasa jugando. Para complicar las cosas, Sawa se entera de que hay un límite de peso y estatura para poder ingresar a la Escuela de Jinetes, lo que supone un obstáculo para perseguir su sueño, aun cuando su padre acepta apoyarla; razón por la cual cae temporalmente en la anorexia y la bulimia. Antes de graduarse, pensaba en dejar de asistir a clases para asistir a una escuela de jinetes en el extranjero; sin embargo, debido a la inminente clausura de la Preparatoria Shirahamazaka, se le permite graduarse de esta pese a haber dejado Japón antes del evento oficial.
Taichi Tanaka (田中 大智 Tanaka Taichi?)
 Seiyū: Nobunaga Shimazaki, Eduardo Martínez (español latino)
Taichi es el único miembro del Club de Bádminton, al que decidió unirse cuando su hermana empezó a practicar bádminton. Es un chico serio, aunque algo insensible respecto a los asuntos concernientes a las mujeres, lo que seguido le cuesta reprimendas por parte de Wakana, Konatsu y Sawa. Él aspira a ser un jugador profesional de bádminton. Taichi también es muy bueno cantando, razón por la cual Konatsu lo considera para formar parte del Club Coral. Es pésimo dibujando, demostrado cuando Konatsu lo anima a dibujar de nuevo, pero tras ver su trabajo le pide que no vuelva a intentar dibujar. Se enamora de Sawa. Al graduarse, Taichi ingresa a la universidad por medio de una beca deportiva. En varias ocasiones calla a Konatsu diciéndole "cállate, enana", especialmente cuando esta le dice algo vergonzoso o que no es de su agrado.
Atsuhiro "Wiin" Maeda (前田 敦博 / ウィーン Maeda Atsuhiro / Wīn?)
 Seiyū: Natsuki Hanae, Diego Becerril (español latino)
Wiin (romanización de "Wien", "Viena" en alemán) es un repatriado que es transferido a la Preparatoria Shirahamazaka tras haber pasado doce años en Austria. Debido al tiempo que pasó en el extranjero, no está muy familiarizado con las costumbres japonesas, por lo que se le ve consultando libros acerca de ellas, obteniendo usualmente un resultado cómico. Tiene la costumbre de anotar en un cuaderno todo aquello que le resulta raro o interesante, cayendo constantemente en las mentiras, invenciones y juegos de palabras de Konatsu. Es invitado a unirse al Club de Bádminton por Taichi, pero termina siendo parte también del Club Coral cuando ambos se fusionan. Es gran fanático de la serie súper sentai "Net Hero Ganbarangers". Aunque usualmente es muy tranquilo, demuestra que puede tener una actitud candente, clara muestra de ello es su actuación en el espectáculo "Héroes del Distrito Occidental de Compras: Shoprangers". Es muy veloz y tiene gran resistencia física, cosa vista cuando detiene a pie a un ladrón que iba en bicicleta y que había robado la bolsa de Konatsu. Tomaba clases extra con Wakana. Le escribe muy seguido a un niño austriaco enfermizo llamado Yang, a quien le dejó su Ganbaranger Rojo para que le recuerde y "proteja". No queda claro que opción educativa eligió Wiin tras graduarse, pero se ve que regresa a Austria a visitar a Yang, quien le recibe con gran emoción.

### Alumnos de la Preparatoria Shirahamazaka

#### Grupo Vocal
Nanae Hirohata (広畑 七恵 Hirohata Nanae?)
 Seiyū: Chinatsu Akasaki
Midori Ueno (上野 みどり Ueno Midori?)
 Seiyū: Risa Taneda
Masami Otani (大谷 政美 Ōtani Masami?)
 Seiyū: Saori Onishi
Kanan Nitta (新田 果南 Nitta Kanan?)
 Seiyū: Mami Fujita

#### Consejo estudiantil
Fumiko Matsumoto (松本 文子 Matsumoto Fumiko?)
 Seiyū: Ai Kayano
Makoto Miyamoto (宮本 誠 Miyamoto Makoto?)
 Seiyū: Yoshitsugu Matsuoka
Makoto es el hermano menor de Konatsu, quien a menudo es chantajeado por esta para que le ayude con su club. Es el secretario de la presidenta del Consejo Escolar.

#### Club de Arte
Yoko Mizuno (水野 葉子 Mizuno Yōko?)
 Seiyū: Minako Kotobuki
Toru Hamada (浜田 徹 Hamada Tōru?)
 Seiyū: Yūki Ono

#### Otros
Rika Katae (片江 利佳 Katae Rika?)
 Seiyū: Natsumi Takamori
Tomoka Kurata (倉田 友香 Kurata Tomoka?)
 Seiyū: Ai Kayano
Nao Ise (井瀬 奈央 Ise Nao?)
 Seiyū: Ayane Sakura
Mika Sakaki (榊 美佳 Sakaki Mika?)
 Seiyū: Ikumi Hayama
Akiko Okuto (奥都 晃子 Okuto Akiko?)
 Seiyū: Yoshino Nanjō
Matsuko Arita (有田 松子 Arita Matsuko?)
 Seiyū: Rena Maeda

### Personal de la Preparatoria Shirahamazaka
Presidente de la Mesa Directiva
 Seiyū: Takayuki Sugō
Secretaria del Presidente
 Seiyū: Mikako Komatsu
Tayoru Ikezaki (池崎 頼 Ikezaki Tayoru?)
 Seiyū: Katsuhisa Hoki
Es el director de la Preparatoria Shirahamazaka y el asesor del Club Coral y, a veces, de Bádminton. Usa un peinado al estilo del barroco. Es fácil de persuadir y de personalidad amable. Suele tocar un diapasón para desestresarse. Fue mentor de Mahiru Sakai. Aunque al principio rehusaba aprobar el Club Coral, cede al ver que una de las integrantes era Wakana, hija de Mahiru. Es muy generoso con la escuela y los estudaintes. Jamás contradecía al presidente de la Mesa Directiva, sobre el cual no tiene ninguna influencia, sin embargo decide enfrenarse a este para apoyar a sus alumnos el día en que es llevado a cabo el Shirosai (Festival Blanco), lo que le cuesta su empleo.
Naoko Takakura (高倉 直子 Takakura Naoko?)
 Seiyū: Atsuko Tanaka
Es la subdirectora y asesora del Grupo Vocal de la Preparatoria Shirahamazaka y, mientras el director estuvo internado debido a un accidente automovilístico, del Club Coral y, a veces, de Bádminton. Enfrente de los alumnos siempre intenta esconder sus emociones. Es muy dura con Konatsu, pues ve la música como algo que no debe ser tomado como un juego, por lo que comienza a interferir con las actividades del Club Coral, hasta que le demuestran de que son capaces. Cuando fue parte del antiguo Club Coral, ganó con este la Competencia Nacional de Coros. Fue la mejor amiga de Mahiru en preparatoria, y aún no puede superar la muerte de esta, pues el talento musical de Mahiru, así como sus recuerdos de esta, se convirtieron en símbolo de su amor por la música.
Tomoko Takahashi (高橋 智子 Takahashi Tomoko?)
 Seiyū: Akiko Kimura
Es la profesora a cargo del grupo 3-1, al que pertenecen Wakana, Konatsu, Sawa, Taichi y Wiin. Es la asesora suplente del Club Coral y, a veces, de Bádminton. Pidió un permiso por maternidad por el nacimiento de su hija. Se preocupa mucho por su alumnos, mostrándose especialmente comprensiva con Wakana y Konatsu.
Mai Ayabe (綾部 舞 Ayabe Mai?)
 Seiyū: Naomi Shindō
Srta. Ogawa (小川先生 Ogawa-sensei?)
 Seiyū: Yuka Keichō
Shunichi Tada (多田俊一 Tada Shun'ichi?)
 Seiyū: Shunzo Miyasaka
Srta. Toyama (遠山先生 Tōyama-sensei?)
 Seiyū: Yukihiro Misono
Srta. Mine (峰先生 Mine-sensei?)
 Seiyū: Yuki Matsumoto

### Familiares
Keisuke Sakai (坂井 圭介 Sakai Keisuke?)
 Seiyū: Kenji Hamada
Es el padre de Wakana. Atiende el restaurante y tienda de recuerdos "Kokageya". Es muy relajado, al punto de parecer algo tonto. Cocina mejor que Wakana.
Mahiru Sakai (坂井 まひる Sakai Mahiru?)
 Seiyū: Sayaka Ōhara
Es la difunta madre de Wakana, que murió poco antes de que su hija entrara a la preparatoria. Era parte del antiguo Club Coral junto con Naoko y Shiho, y que era asesorado por Tayoru. Fue amiga de los Condor Queen's, a quienes les compuso su más grande éxito, "Amigo! Amigo!", que también es la canción favorita de Konatsu. Poseía una personalidad vivaz, adoraba la música y cantar. Poseía un grandioso talento natural innato.
Shoichi Okita (沖田 正一 Okita Shōichi?)
 Seiyū: Hiroyuki Kinoshita
Shiho Okita (沖田 志保 Okita Shiho?)
 Seiyū: Mamiko Noto
Es la madre de Sawa, cuyo pasatiempo es surfear. Al igual que Sawa, tiene el mal hábito de palmear en las nalgas a las chicas para animarlas. Fue junior de Mahiru y Naoko en preparatoria. Tiene una personalidad gentil y franca. Hay ocasiones en que puede ser muy estricta con Sawa.
Haruka Tanaka (田中 晴香 Tanaka Haruka?)
 Seiyū: Ayako Kawasumi

### Distrito Occidental de Compras
Akio Hanaya (花谷 秋夫 Hanaya Akio?)
 Seiyū: Mitsuru Ogata
Nagaoka (長岡?)
 Seiyū: Ryokichi Takahashi
Koyamauchi小山内 ({{{2}}}?)
 Seiyū: Maki Uchino
Kitaike (北池?)
 Seiyū: Shinobu Matsumoto
Shimada (島田?)
 Seiyū: Motohiro Yoneda
Kawai (川井?)
 Seiyū: Ryoshun Kimura

## Lanzamiento

### Anime
La serie de anime de 13 episodios, producida por P.A. Works y dirigida por Masakazu Hashimoto, fue emitida en Japón del 1 de julio al 23 de septiembre de 2012.

### Banda sonora
En todas aquellas canciones interpretadas por un coro o con acompañamiento coral, participó el coro de la Preparatoria Integral Makuhari, de la Prefectura de Chiba, lugar conseguido tras haber ganado la Competencia Nacional de Coros de Japón.

### Manga
Una adaptación a manga ilustrada por Tomiyaki Kagisora fue serializada en la revista Gangan Joker de Square Enix en los números que compranden los mees entre junio y noviembre de 2012. El primer volumen tankōbon fue lanzado el 21 de julio de 2012. El segundo y último volumen fue lanzado el 22 de diciembre de 2012.